# ۱۳۳۰ (خورشیدی)
۱۳۳۰ هزار و سیصد و سی و اُمین سال هجری خورشیدی سالی عادی است.

## زادروزها
- ۱ فروردین - نوری کسرائی، بازیگر
- ۱ فروردین - محرم زینال‌زاده، بازیگر، کارگردان
- ۷ فروردین - پوران درخشنده، فیلمساز، کارگردان و فیلمنامه‌نویس
- ۱۱ فروردین - مصطفی معین، پزشک، سیاستمدار و وزیر علوم و تحقیقات و فناوری اسبق ایران
- ۱۵ فروردین - سید علیرضا یاسینی، خلبان و از فرماندهان نیروی هوایی ارتش جمهوری اسلامی ایران
- ۱ اردیبهشت - محمود جهان، خواننده
- ۲ اردیبهشت - علی رفیعی علامرودشتی، نویسنده، کتاب‌شناس، مصحح و محقق
- ۲۳ اردیبهشت - کیانوش عیاری، نویسنده و کارگردان
- ۴ خرداد - محمد کاسبی، بازیگر
- ۵ تیر - خسرو شهراز، بازیگر
- ۱ شهریور - حسین علیزاده، موسیقیدان و آهنگساز
- ۱۲ شهریور - حسین عبده تبریزی، استاد علم مالی و بنیان‌گذار اولین بانک غیردولتی ایران، بانک اقتصاد نوین
- ۱۵ آبان - پری ملکی، خواننده
- ۱۷ آذر - سید خطیب‌الاسلام صدرنژاد، دانشمند و محقق ایرانی
- ۲۷ آذر - محمد رضا عارف، وزیر پست و تلگراف و تلفن در کابینه اول خاتمی و معاون اول رئیس‌جمهور ایران در کابینه دوم خاتمی
- ۳۰ آذر - پشنگ کامکار، استاد و نوازنده سنتور
- ۲۳ دی - محمدعلی نجفی، سیاستمدار ایرانی و از بنیان‌گذاران حزب کارگزاران سازندگی
- ۲۵ دی - رضا ملک‌زاده، پزشک و سیاستمدار ایرانی و وزیر بهداشت ایران در کابینه علی اکبر هاشمی رفسنجانی
- ۲۸ دی - رسول نجفیان، بازیگر، خواننده و نوازنده
- ۲۹ دی - نصرالله معین، خواننده مشهور
- ۲۲ اسفند - آفرین عبیسی، بازیگر

تاریخ نامشخص
- احمد توکلی، سیاستمدار ایرانی و وزیر کار و امور اجتماعی ایران در کابینه اول میر حسین موسوی
- مرجان قنبری مهر، استادایرانی نوازندگی و نوازنده ویولن کلاسیک
- علی آقامحمدی، نماینده مردم همدان در دوره‌های اول، دوم و سوم مجلس شورای اسلامی

## درگذشت‌ها
- ۱۹ فروردین - صادق هدایت نویسنده، مترجم و روشنفکر ایرانی.
- ۱ اردیبهشت - محمدتقی بهار، ملقب به ملک‌الشعرا شاعر، روزنامه‌نگار، ادیب، تاریخ‌نویس، و سیاستمدار ایرانی.